# Andreas Müller-Pohle
Pour les articles homonymes, voir Pohle (homonymie).
Andreas Müller-Pohle (voir aussi Andreas Mueller-Pohle), né le 19 juillet 1951 à Brunswick, est un artiste, théoricien et éditeur allemand. Il est considéré comme un représentant important de la photographie expérimentale et comme le fondateur de la théorie du visualisme,,,.
En tant qu'éditeur, Müller-Pohle a accompagné et largement contribué au développement de la photographie artistique depuis le début des années 1980 par le biais de sa revue European Photography. En outre, son engagement porte sur la diffusion des écrits de Vilém Flusser, dont il a fait connaître l'œuvre, notamment dans les pays germanophones.

## Biographie
Andreas Müller-Pohle étudie l'économie et les sciences de la communication à Hanovre de 1973 à 1974, puis à Göttingen de 1974 à 1979. Il s'intéresse d'abord au médium cinématographique et se consacre, à partir du milieu des années 1970, à l'étude pratique et théorique de la photographie. De 1977 à 1979, il collabore à la revue Fotografie, publiée à Göttingen. En 1978, il a sa première exposition individuelle à Berlin. En 1979, Müller-Pohle fonde avec deux amis d'études la revue European Photography, dont il est depuis l'éditeur.
Sur sa suggestion, son ami philosophe Vilém Flusser rédige en 1981 l'essai Für eine Philosophie der Fotografie (Pour une philosophie de la photographie), qui sera suivi dans les années suivantes par d'autres textes de philosophie des médias et de la culture. Avec Volker Rapsch, il publie en 1987 - en tant que précurseur précoce du livre électronique - l'essai de Flusser Die Schrift comme premier livre électronique sur disquette. En 1996, il fonde l'Edition Flusser, prévue en dix volumes.
Müller-Pohle a reçu en 2001 le European Photography Prize de la Reind M. De Vries Foundation, une distinction unique pour des services particuliers rendus à la photographie européenne. Depuis le début des années 1980, il enseigne en tant que professeur invité et chargé de cours dans des instituts d'enseignement en Europe, en Asie et en Amérique du Nord et du Sud.

## Production photographique
« Ce que je ne vois pas, je le photographie. Ce que je ne photographie pas, je le vois. »

— Andreas Müller-Pohle
C’est en 1974 qu’il se procure son premier équipement de photographie, sous l’influence d’un ami. C'est alors qu'il débute sa pratique de manière entièrement autodidacte. Dès le départ, il rejette la fonction conventionnelle et documentaire de la photographie. En effet, sa démarche consiste à « refuser de travailler avec le programme de la caméra » »(traduction libre). Contrairement aux desseins habituels de la photographie, soit représenter le monde extérieur, il contribue à rendre visibles les programmes automatiques de l’intérieur de l’appareil photographique.
Son approche artistique, en photographie comme en art numérique consiste à questionner les changements fondamentaux dans la production d’images qu’entraînent les nouvelles technologies à l’ère moderne. Grandement teintée d’un esprit de liberté, la démarche issue de ses premières séries de photographies dénonce l’emprise de l’appareil programmé et propose un décloisonnement des conventions et contraintes incessamment imposées par la discipline. Dans un article sur l’artiste, l'auteur et philosophe Vilém Flusser décrit son approche photographique comme une stratégie de libération de la fonction préprogrammée des appareils : « Ne photographiez pas comme vous êtes censé le faire, mais laissez faire l’appareil. Vous serez alors libres de sélectionner les images que vous préférez en fonction de critères qui sont les vôtres, et non pas celles imposées par le programme de caméra » (traduction libre).
La série Constellation (1976-1979) s’inscrit dans la même lignée que les photographies des artistes de l’Avant-garde des années 1920 tels que Aleksandr Rodchenko, László Moholy-Nagy et Raoul Hausmann. Il n’est plus question ici de reproduire la réalité par le biais de la photographie, mais bien de travailler à sa déconstruction ainsi qu’à la dé-hiérarchisation des sujets photographiés.
La production suivante, la série Transformance (1979-1982) conjugue hasard et mouvement pour fixer une image dans l’espace-temps. Grandement influencé par le philosophe Vilém Flusser, Andreas Müller-Pohle intègre ses théories à son approche photographique : « […] le refus de suivre la séquence prescrite “voir, puis agir, déclencher”, au proﬁt d’une approche basée sur la prise de photos au hasard, sans viser et en bougeant, puis sur la sélection de certaines de ces photographies (“agir, puis voir”) ». Dès lors, il rompt et transgresse les notions historiques du médium pour « ainsi résister au déferlement des images régurgitées par l’apparatus ».

## Production en art numérique et multimédia
Dans les années 1990, Andreas Müller-Pohle commence à s’intéresser aux nouvelles possibilités que propose l’ère numérique. Il figure parmi les premiers artistes qui ont travaillé à partir de décomposition ainsi que la traduction des codes d’images analogiques. Ce procédé qu’il développe dès 1995, figure également parmi ses productions les plus actuelles.
Avec sa série Digital Scores (after Nicéphore Niépce) produite de 1995 à 1998, Müller-Pohle transforme les productions les plus anciennes (1826) de l’inventeur de la photographie Nicéphore Niépce en symboles alphanumériques grâce à la numérisation. Présentée sur huit panneaux carrés, la transformation de la photographie d'origine demeure indéchiffrable. Par contre, elle « n’en est pas moins une description binaire exacte de l’originale ». Les sept millions de bytes qui composent l’œuvre représentent le temps d’exposition du photographe de l’époque transformé en information. Avec cette série, Müller-Pohle questionne et explore l’état photographie à l’aube de son passage à l’ère numérique : « En d’autres termes, la “photographie” concerne aujourd’hui la reproduction et la consommation, le flux et l’échange, l’entretien et la perturbation des données ».
Il amorce un virage scientifique avec des créations telles que Face Codes  (1998), où il s’intéresse à la superposition de portait choisit parmi d’une centaine de portraits vidéo des habitants de Tokyo et de Kyoto.  Pour les synthétiser au sein d’une même image, il les numérise et utilise un gabarit informatique qui permet l’uniformisation de la position de la tête et la hauteur des yeux. Par la suite, il transforme les images en fichiers texte ASCII, qui permettent la conversion des codes alphanumériques aux codes binaires. Ce processus créatif d’uniformisation et de normativité des visages rappelle que dans le numérique, toutes données peuvent être transformées en signes, en information et en données calculables.
Dans sa série Danube River Projet (2005-2006), Müller-Pohle intègre à ses photographies les données des analyses d’échantillons d’eau pour chaque lieu photographié. Conjuguant le travail esthétique et scientifique, l’artiste utilise les technologies numériques pour établir un véritable bilan environnemental du fleuve. Selon une proposition du photographe sur sa démarche artistique pour ce projet : « il s’agit d’un “atlas pictural” et d’un “bilan sanguin” : un recueil esthétique et scientifique du fleuve le plus important d’Europe, de ses villes et de ses paysages, de la Forêt-Noire à la mer Noire ». Présenté pour la première fois au Belgrade Cultural Center, en République tchèque, Danube River Project propose une vision renouvelée de ce fleuve historique en renversant la perspective conventionnelle par la prise de vue par immersion. En outre, dans la série suivante Hong Kong River l'artiste redonne toute l’importance au fleuve non pas en tant que paysage décoratif, mais en tant qu’élément naturel et culturel. Ces deux séries de photographies portent également l'empreinte d'un discours écologique sur la condition actuelle des eaux de Hong Kong et de Danube.

## Œuvres
Quelques œuvres charnières de sa carrière artistique :
- 2009-2010 Hong Kong Waters
- 2005-2006 Danube River Project
- 2004 Analog-Digital Mirror
- 2002 Blind Genes
- 1998-1999 Face Codes
- 1996 Entropia
- 1995-1998 Digital Scores (after Nicéphore Niépce)
- 1991-1994 Cyclograms
- 1985 Albufera
- 1979-1982 Transformance
- 1976-1979 Constellations

### Œuvres en collections permanentes
Plusieurs œuvres de Andreas Müller-Pohle sont présentées dans les collections suivantes :
- Bibliothèque nationale, Paris
- Museum für Kunst Und Gewerbe, Hambourg
- Polaroid Collection, Amsterdam
- Musée Cantini à Marseille
- Sammlung fotografis Länderbank, Vienne
- Center for Creative Photography, université de l'Arizona
- Hong Kong Heritage Museum, Hong Kong
- Musée des beaux-arts de Houston
- Musée d’art moderne de San Francisco
- Institut valencien d’art moderne, Espagne

## Expositions

### Individuelles
Voir le site web officiel de l'artiste pour la liste exhaustive des expositions
- 2021 Mers et Rivières, Pavillon populaire, Montpellier
- 2021 Video Works 1996–2021, Interphoto 2021, Ludwik Zamenhof Centre, Białystok
- 2014 Coincidences. A Select Rettrospective, Prague City Gallery, House of Photography, Prague
- 2013 Hong Kong Waters, Lianzhou Foto, The Granary, Lianzhou
- 2012 The Danube River Project, The Brno House of Arts, Brno
- 2011 flow, flow. Foto, Video, Sound, Photo Edition Berlin, Berlin
- 2011 Hong Kong Waters, Hong Kong Arts Centre, Hong Kong
- 2008 The Danube River Project, European Month of Photography, Uferhallen, Berlin
- 2007 Photo/Video/Sound. Arbeiten 1995–2006, Städtische Galerie, Palais Stutterheim, Erlangen
- 2006 The Danube River Project, Belgrade Cultural Center, Art Gallery, Belgrade
- 2006 The Danube River Project, Donauschwäbisches Zentralmuseum, Ulm
- 2005 CodeZone. Digital Works 1995-2005, Aura Gallery, Shanghai
- 2003 CodeZone. Digitale Arbeiten 1995–2003, Museum für Photographie, Brunswick
- 2002 Interfaces, FotoFest, Topek Building, Houston
- 2000 Digital Scores, Entropia, The Museum of Contemporary Photography, Chicago
- 2000 Entropia, Tschumi Pavillon, Groningue
- 1999 Interfaces. Foto + Video 1977-1999, Altes Rathaus, Göttingen
- 1998 Codex, Mücsarnok, Budapest
- 1997 Synopsis, Vu – Centre de la Photographie, Montréal
- 1995 De Perrudja à Perlasca, Espace photographique Contretype, Bruxelles
- 1992 Signa, Fotogalerie Wien, Vienne
- 1991 Was ich nicht sehe, fotorafiere ich. Was ich nicht fotografiere, sehe ich, Brandenburgische Kunstsammlungen, Cottbus

### Collectives
Voir le site web officiel de l'artiste pour la liste exhaustive des expositions:
- 2016 The Memory of the Future. Photographic Dialogues Between Past, Present and Future, musée de l’Élysée, Lausanne
- 2016 Emanations: The Art of the Cameraless Photograph, Govett-Brewster Art
- 2016 Map of Daily Life, Tianjin Academy of Fine Arts, Tianjin, Chine
- 2015 Nicéphore Niépce en héritage, Musée Nicéphore Niépce, Chalon-sur-Saône
- 2015 Bodenlos – Vilém Flusser und die Künste / Without Ground – Vilém Flusser and the Arts.ZKM | Center for Art and Media, Karlsruhe; Akademie der Künste, Berlin
- 2015 Lichtbild und Datenbild – Spuren Konkreter Fotografie / Light Image and Data Image – Traces of Concrete Photography. Museum im Kulturspeicher, Wurtzbourg
- 2014 (Mis)Understanding Photography. Werke und Manifeste. Museum Folkwang, Essen
- 2014 Zwischenspielraum. Artificial Image, Fahrbereitschaft, Berlin
- 2013 Something Other Than Photography: Photo & Media. Edith-Russ-Haus for Media Art, Oldenburg
- 2012 Network – C.A.R. The innovative art fair. Zaha Museum, Séoul
- 2012 What is a Photograph? New Orleans Museum of Art, La Nouvelle-Orléans
- 2011 Metropolis 2.0 – City Life in the Urban Age. The Empty Quarter, Dubaï, Émirats arabes unis
- 2011 Metropolis – City Life in the Urban Age. Noorderlicht Photofestival, Groningen, Pays-Bas
- 2011 L’Objet photographique, une invention permanente. Maison européenne de la photographie, Paris
- 2009 Kosmos. Neue Fotografien aus dem Weltraum. Stadthaus Ulm, Germany
- 2006 Alterazioni. Le materie della fotografia tra analogico e digitale. Museo Fotografia Contemporanea, Milan
- 2004 p0es1s. Digital Poetry. Kulturforum Potsdamer Platz, Berlin
- 2003 In Out, International Festival of the Digital Image, Galerie Karolinum & Old Town Square, Prague
- 2001 Los límites del territorio. Fronteras. Biennale de Lanzarote
- 2001 ex machina: Über die Zersetzung der Fotografie. Neue Gesellschaft für Bildende Kunst / Künstlerhaus Bethanien, Berlin ; Galerie Schüppenhauer, Cologne
- 2001 Sammlung Schupmann. Museum für Photographie, Brunswick
- 2000 Watch Me (Watch You), Photosynkyria 2000, Thessalonique
- 1999 Flous et modernités, Rencontres Internationales de la Photographie, Arles
- 1999 Attack! Photography on the Edge, Holland Festival, Arti et Amicitiae, Amsterdam
- 1999 Veni, Vidi, Vidéo, École supérieure d’art, Cambrai
- 1997 Analog – Digital, Museum für Photographie, Brunswick
- 1997 Photography After Photography, Institute of Contemporary Art, Philadelphie
- 1996 Vidéo Art Plastique, Centre d’Art contemporain de Basse-Normandie, Hérouville-Saint-Clair
- 1996 14th World Wide Video Festival, The Hague
- 1994 Photogramme – une pratique contemporaine, Espace Photographique Contretype, Brussels; Centrum Elzenveld, Antwerp.
- 1991 The Persistence of Memory, Third Israeli Biennale of Photography, Mishkan Le’Omanut, Museum of Art, Ein Harod, Israel
- 1989 Das Foto als autonomes Bild – Experimentelle Gestaltung 1839-1989, Kunsthalle Bielefeld; Bayerische Akademie der Schönen Künste, Munich
- 1988 Fotovision – Projekt Fotografie nach 150 Jahren, Sprengel Museum, Hannover; Kunstraum im Messepalast, Vienna; Museum für Gestaltung, Zurich
- 1987 Le temps d’un mouvement, Centre National de la Photographie, Paris
- 1986 Polaroid Collection – Selections 3, photokina, Cologne
- 1986 Fotografia Elementarna, Galeria Sztuki Wspólczesnej, Szczecin
- 1985 The European Edge – New Photographic Trends from Europe, Museum of Photographic Arts, San Diego
- 1985 Das Aktfoto, Münchner Stadtmuseum, Munich
- 1985 Zeitgenössische deutsche Fotografen, Museum für Photographie, Brunswick
- 1984 La Photographie créative, Bibliothèque Nationale/Pavillon des Arts, Paris
- 1984 Contemporary European Photography, Benteler Galleries, Houston
- 1984 5.os Encontros de Fotografia de Coimbra, Edificio Chiado, Coimbra
- 1983 57 Fotografi Contemporanei Europei, Palazzo Novellucci, Prato
- 1978 Fotografie im Künstlerhaus, Künstlerhaus Göttingen

## Publications et écrits sélectifs
Voir le site web officiel de l'artiste pour la liste exhaustive des publications et parutions dont il est l'auteur:
- Hong Kong Waters, Hong Kong : Asia One, 2013[30]
- The Danube River Project avec un essai de Ivaylo Ditchev, Berlin: Peperoni Books, 2008[31]
- Andreas Muller-Pohle: Interfaces: Foto + Video 1977-1999, Berlin, European Photography, 2001[32]
- Partitions digitales I (d’après Niépce), avec un essai de Florian Rötzer. Paris: Galerie Condé, 1997[33]
- Transformance, Göttingen : European Photography, 1983[34]

## Prix et distinctions
- 2011 : prix Pictet
- 2007 : PhotoBook Award
- 2001 : prix européen de la photographie de la Fondation Reind M. De Vries